# Sinningia guttata
A Sinningia guttata é uma rara espécie de planta que ocorre em bordas de mata nas serras dos arredores da cidade do Rio de Janeiro, no Brasil. Foi introduzida em cultivo durante o início do século XIX e ainda é apreciada por amadores, principalmente nos Estados Unidos.